# 伊斯特混沌
伊斯特混沌（Ister Chaos）是一個位於火星月沼区的地表破裂區域，中心座標13.0° N，56.4° W。該區域寬103.4公里，以位於10N, 56W的火星古典反照率特徵命名。

## 圖集

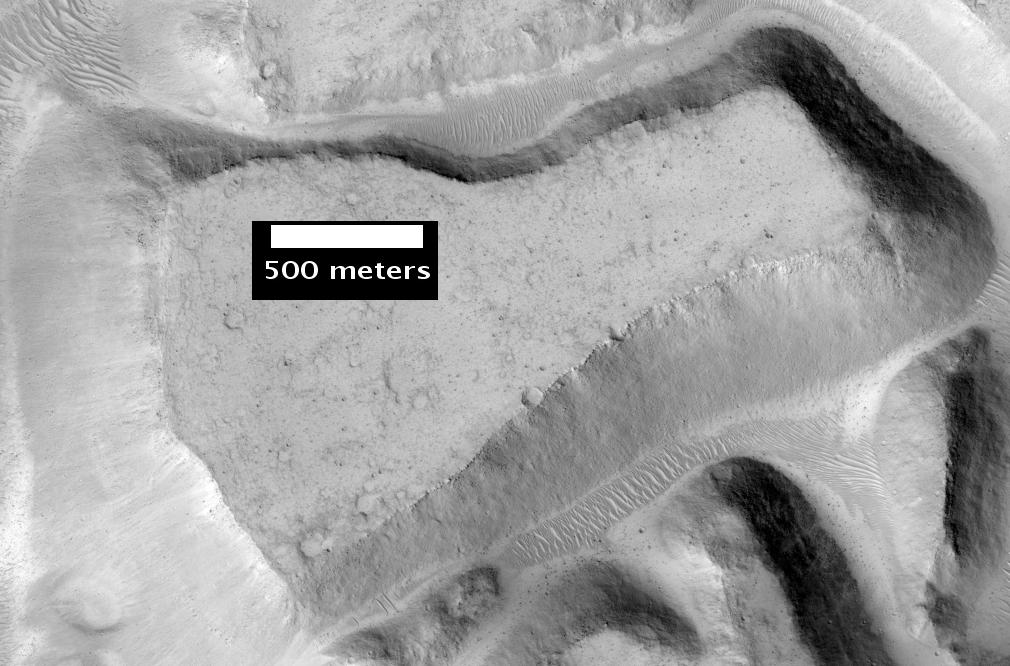
近距離影像，由 HiRISE 拍攝。